# Jasmin Savoy Brown
Jasmine Savoy Brown (Alameda, 21 marzo 1994) è un'attrice statunitense, nota per il ruolo di Mindy Meeks-Martin in Scream e Scream VI.

## Biografia
Nata ad Alameda, in California, è cresciuta a Springfield, nell'Oregon. All'età di quattro anni, ottiene il suo primo ruolo in un musical finanziato dalla parrocchia che frequentava, e da lì comprende la sua passione per la recitazione. Difatti, crescendo ha preso parte ad altri musical, club musicali e cori: tra questi vi sono l'Università dell'Oregon, il Portland Shakespeare Project, l'Art's Umbrella, l'Oregon Children's Choir e l'Upstart Crow Studios. Infine, ha concluso la sua formazione a Portland, nell'Oregon.
Ha debuttato sul piccolo schermo in dei ruoli minori nella serie televisive Grimm, prodotta da NBC, e The Fosters, prodotta da Freeform. È poi apparsa in Camp Harlow e Forgotten Hero, oltre che in Brooklyn Nine-Nine. Nel 2015, ottiene il ruolo ricorrente di Evangeline "Evie" Murphy nella seconda e terza stagione della serie televisiva The Leftovers, prodotta da HBO. In seguito ha ricoperto il ruolo di Nina nella serie televisiva Stitchers, ed Emilia Lanier nella serie televisiva Will, prodotta da TNT e incentrata sulla figura di William Shakespeare. Il personaggio che ha interpretato era una musicista, poetessa e scrittrice, che divenne la prima poetessa ufficiale britannica e sosteneva di essere la dark lady dei sonetti di Shakespeare.
Dal 2018 al 2019 ha preso parte alla serie televisiva For the People, prodotta da Shonda Rhimes e andata in onda su ABC; due settimane prima della sua uscita, Brown ha firmato un contratto con la ICM Partners. Nel settembre 2020, è stata ingaggiata nel ruolo di Mindy Meeks-Martin nel quinto film della saga di Scream, diretto da Matt Bettinelli-Olpin e Tyler Gillett. Esso è stato rilasciato il 14 gennaio 2022 e ha avuto un grande successo commerciale, tanto da rientrare al ventottesimo posto tra i film più di successo al botteghino del 2022. Ha ripreso il suo ruolo anche nel sequel, Scream VI, che è stato rilasciato il 10 marzo 2023 e ha riscosso lo stesso successo.

## Vita privata
L'attrice è apertamente queer ed è birazziale.

## Filmografia

### Attrice

#### Cinema
- Dimmi quando (Laggies), regia di Lynn Shelton (2014)
- Camp Harlow, regia di Shane Hawks (2014)
- Forgotten Hero, regia di Paul Bright (2014)
- The Virgins, regia di Matthew Wilson (2014)
- The A-List, regia di Will Bigham (2015)
- Lane 1974, regia di S.J. Chiro (2017)
- Newly Single, regia di Adam Christian Clark (2017)
- Conductor, regia di Alex Noyer (2021)
- Scream, regia di Matt Bettinelli-Olpin e Tyler Gillett (2022)
- Missing, regia di Nicholas D. Johnson e Will Merrick (2023)
- Scream VI, regia di Matt Bettinelli-Olpin e Tyler Gillett (2023)

#### Televisione
- Grimm – serie TV, episodio 3x03 (2013)
- The Fosters – serie TV, episodio 1x17 (2014)
- The Record Keeper – serie TV, episodio 1x04 (2014)
- Brooklyn Nine-Nine – serie TV, episodio 2x05 (2014)
- The Leftovers - Svaniti nel nulla (The Leftovers) – serie TV, 8 episodi (2015-2017)
- Stitchers – serie TV, 7 episodi (2016)
- Grey's Anatomy – serie TV, episodio 13x10 (2017)
- Will – serie TV, 5 episodi (2017)
- Do I Say I Do?, regia di Kevin Connor – film TV (2017)
- Love – serie TV, 3 episodi (2018)
- For the People – serie TV, 20 episodi (2018-2019)
- Yellowjackets – serie TV, 19 episodi (2021-2023)

#### Cortometraggi
- Off Day, regia di Bill Moldt e Kelly Song (2012)
- The Sweet Far Thing, regia di Obiageli Odimegwu (2014)
- The Call, regia di Quavondo (2016)
- She Died Not Long Ago, regia di Thom Newell (2016)
- Misdirection, regia di Carly Usdin (2019)
- Undercut, regia di Kelly Pike (2019)
- Mouthpiece, regia di Sophia Ali e Violett Beane (2022)

#### Videoclip musicali
- Orange Wine di Jasmin Savoy Brown, regia di Violett Beane (2022)
- Night Shift di Lucy Dacus, regia di Jane Schoenbrun (2023)

### Doppiatrice

#### Cinema
- Phillip: The Movie, regia di Brandon Burns (2017) – Giudice Martha Willis

#### Televisione
- Lego Star Wars: All-Stars – serie TV, 2 episodi (2018) – Lena
- Final Space – serie TV, episodio 3x08 (2021) – Evra

#### Videogiochi
- Wolfenstein: Youngblood (2019) – Abby 'Super Spesh' Walker
- Spider-Man: Miles Morales (2020) – Phin Mason

## Riconoscimenti
- GALECA: The Society of LGBTQ Entertainment Critics
  - 2023 – Candidatura alla miglior promessa dell'anno
- The Queerties
  - 2023 – Candidatura alla miglior performance televisiva per Yellowjackets
- Autostraddle TV Awards
  - 2023 – Premio alla miglior attrice protagonista per un personaggio LGBTQ+ in una serie drammatica per Yellowjackets
- Pena de Prata
  - 2023 – Candidatura per il miglior cast in una serie drammatica per Yellowjackets
- BloodGuts UK Horror Awards
  - 2023 – Candidatura alla miglior attrice per Conductor

## Doppiatrici italiane
Nelle versioni in italiano delle opere in cui ha recitato, Jasmine Savoy Brown è stata doppiata da:
- Sara Labidi in Love, Scream (film 2022),[18] Scream VI[19]
- Elena Perino in Grey's Anatomy[20]
- Veronica Benassi in Yellowjackets[21]